# Norge i olympiska vinterspelen 2006
Norges OS-trupp i olympiska vinterspelen 2006
Norge var inte nöjda med utdelningen vid detta Vinter-OS, framförallt över att det bara blev två guld, och inget i längdåkning.

## Medaljer
|       | Guld | Silver | Brons | Total |
| ----- | ---- | ------ | ----- | ----- |
| NORGE | 2    | 8      | 9     | 19    |

### Guld
- Lars Bystøl - Backhoppning: Lilla backen
- Kjetil André Aamodt - Alpint: Super-G

### Silver
- Frode Estil - Skidor: Skiathlon 30 km
- Ole Einar Bjørndalen - Skidskytte: 20 km
- Kari Traa - Freestyle: Puckelpist
- Jens Arne Svartedal/Tor Arne Hetland - Längdskidåkning:Sprintstafett
- Halvard Hanevold - Skidskytte: Sprint 10 km
- Marit Bjørgen - Längdskidåkning: 10 km klassisk stil

### Brons
- Halvard Hanevold - Skidskytte: 20 km
- Magnus Moan - Nordisk kombination, distans
- Roar Ljøkelsøy - Backhoppning: Lilla backen
- Kjersti Buaas - Snowboard: Halfpipe
- Frode Andresen - Skidskytte: Sprint 10 km
- Hilde Gjermundshaug Pedersen  - Längdskidåkning: 10 km klassisk stil
- Ole Einar Bjørndalen - Skidskytte: Masstart